# Herman van Karnebeek
Jonkheer Herman Adriaan van Karnebeek, född den 21 augusti 1874 i Haag, död den 29 mars 1942, var en nederländsk politiker. Han var dotterson till Jan Jacob Rochussen.
Karnebeek blev 1900 juris doktor i Utrecht, var 1901-11 anställd i kolonialministeriet, sedan 1908 som avdelningschef, och var 1907 en av Nederländernas delegerade på 2:a Haagkonferensen.
Han var 1911-18 borgmästare i Haag och blev september 1918 utrikesminister i ministären Ruys de Beerenbrouck. Som sådan motsatte han sig 1919 belgiska regeringens försök att få till stånd förhandlingar om avträdelse till Belgien av nederländskt område i provinsen Limburg och fick till stånd en för Nederländerna förmånlig uppgörelse om internationell reglering av trafiken på Schelde, där Belgien gjort anspråk på att få utöva suveränitetsrättigheter.
Han avvisade 1920 med fasthet de allierade stormakternas folkrättsstridiga krav på att få exkejsar Vilhelm II utlämnad av nederländska regeringen. Vid Nationernas förbunds delegeradeförsamlings möten i Genève var han från 1920 en av Nederländernas delegerade, och 1921 ledde han som president mötesförhandlingarna. Han var 1922 ett av Nederländernas ombud vid Genèvekonferensen. Karnebeek åtnjöt anseende för att vara en av sitt lands skickligaste diplomater.

## Utmärkelser
- Kommendör med stora korset av Nordstjärneorden, 1920.[8]
- Kommendör med stora korset med kedja av Vasaorden, 1922.[9]